# Laborator
Laborator var i Sverige förr titel för forskare vid universiteten i matematisk-naturvetenskapliga och vissa medicinska ämnen med tjänsteställning närmast under professor. Titeln ändrades år 1969 till biträdande professor, men förekommer fortfarande som tjänstetitel inom vissa statliga myndigheter utanför universitetssektorn.